# Gran Premi de França del 1953
Resultats del Gran Premi de França de Fórmula 1 de la temporada 1953, disputat al circuit de Reims-Gueux el 5 de juliol del 1953.

## Resultats
| Pos | No | Pilot                 | Equip                   | Voltes | Temps/ Retirada | Pos. de sortida | Punts |
| --- | -- | --------------------- | ----------------------- | ------ | --------------- | --------------- | ----- |
| 1   | 16 | Mike Hawthorn         | Ferrari                 | 60     | 2h 44' 18. 6    | 7               | 8     |
| 2   | 18 | Juan Manuel Fangio    | Maserati                | 60     | + 1.0 s         | 4               | 7     |
| 3   | 20 | José Froilán González | Maserati                | 60     | + 1.4 s         | 5               | 4     |
| 4   | 10 | Alberto Ascari        | Ferrari                 | 60     | + 4.6 s         | 1               | 3     |
| 5   | 14 | Nino Farina           | Ferrari                 | 60     | + 1' 07. 6 min. | 6               | 2     |
| 6   | 12 | Luigi Villoresi       | Ferrari                 | 60     | + 1' 15. 9 min. | 3               |       |
| 7   | 46 | Toulo de Graffenried  | Maserati                | 58     | + 2 Voltes      | 9               |       |
| 8   | 44 | Louis Rosier          | Ferrari                 | 56     | + 4 Voltes      | 10              |       |
| 9   | 22 | Onofre Marimon        | Maserati                | 55     | + 5 Voltes      | 8               |       |
| 10  | 2  | Jean Behra            | Gordini                 | 55     | + 5 Voltes      | 22              |       |
| 11  | 38 | Bob Gerard            | Cooper - Bristol        | 55     | + 5 Voltes      | 12              |       |
| 12  | 48 | Johnny Claes          | Connaught - Lea-Francis | 53     | + 7 Voltes      | 21              |       |
| 13  | 28 | Peter Collins         | HWM - Alta              | 52     | + 8 Voltes      | 17              |       |
| 14  | 30 | Yves Giraud Cabantous | HWM - Alta              | 50     | + 10 Voltes     | 18              |       |
| 15  | 32 | Louis Chiron          | Osca                    | 43     | + 17 Voltes     | 25              |       |
| Ret | 24 | Felice Bonetto        | Maserati                | 42     | Motor           | 2               |       |
| Ret | 36 | Stirling Moss         | Cooper - Alta           | 38     | Embragatge      | 13              |       |
| Ret | 42 | Prince Bira           | Connaught - Lea-Francis | 29     | Diferencial     | 11              |       |
| Ret | 34 | Elie Bayol            | Osca                    | 18     | Motor           | 15              |       |
| Ret | 40 | Ken Wharton           | Cooper - Bristol        | 17     | Rodes           | 14              |       |
| Ret | 4  | Maurice Trintignant   | Gordini                 | 14     | Transmissió     | 23              |       |
| Ret | 26 | Lance Macklin         | HWM - Alta              | 9      | Embragatge      | 16              |       |
| Ret | 6  | Harry Schell          | Gordini                 | 4      | Motor           | 20              |       |
| Ret | 8  | Roberto Mieres        | Gordini                 | 4      | Eix /Palier     | 24              |       |
| Ret | 50 | Roy Salvadori         | Connaught - Lea-Francis | 2      | Encesa          | 19              |       |

## Altres
- Pole: Alberto Ascari 2' 41. 2

- Volta ràpida: Juan Manuel Fangio 2' 41. 0 (a la volta 25)